# 거리계

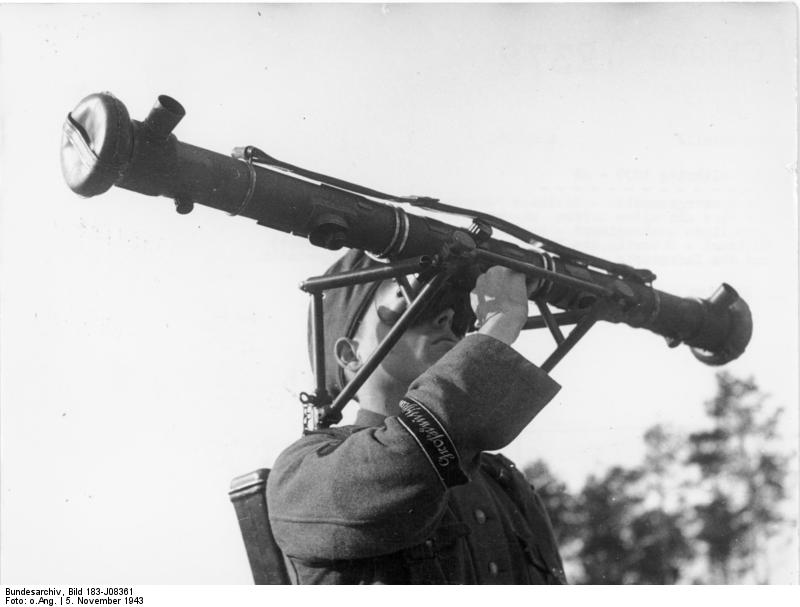
제2차 세계 대전의 휴대용 입체 거리계

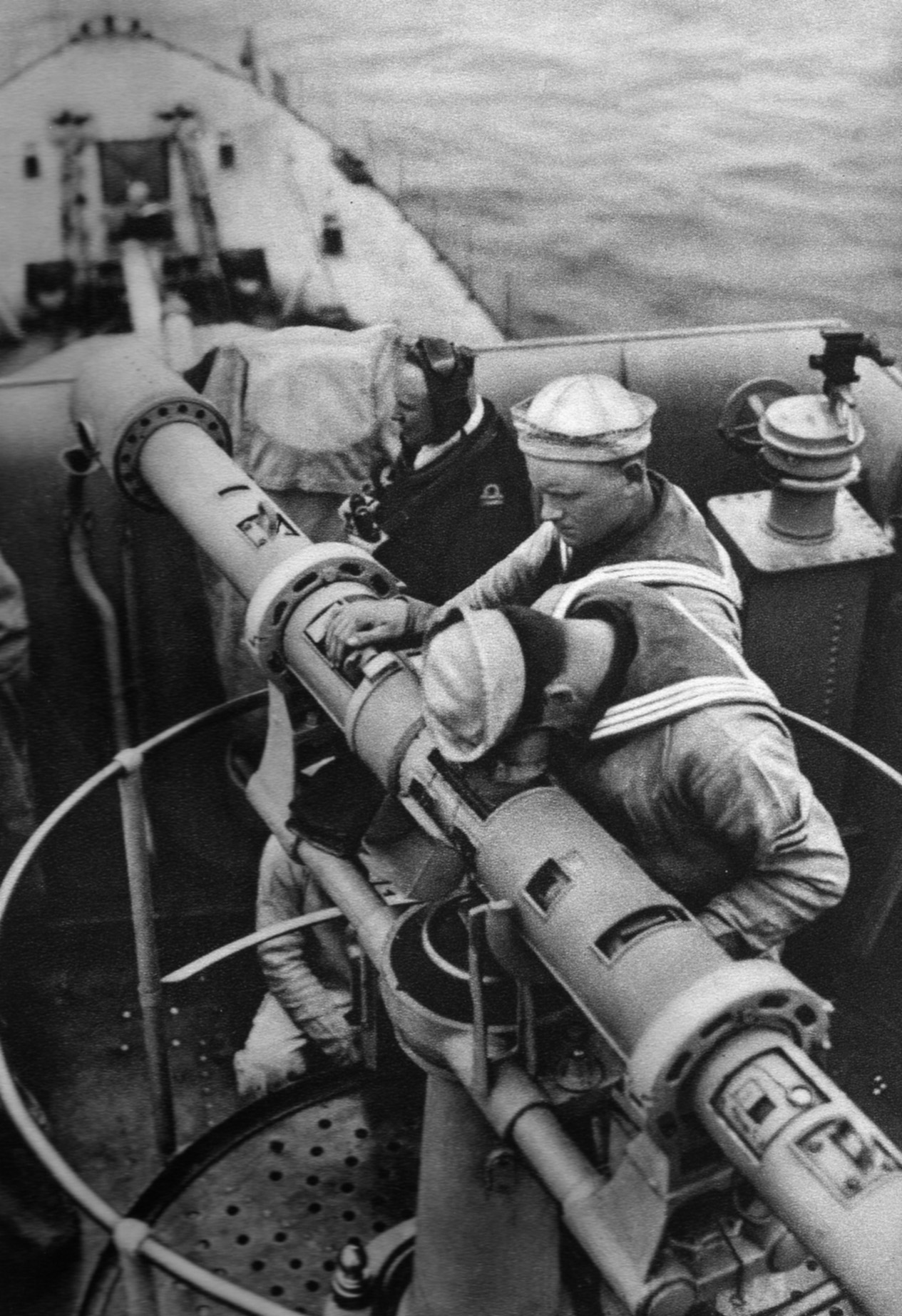
폴란드 구축함 ORP 위처 (1928년)의 합치식 거리계

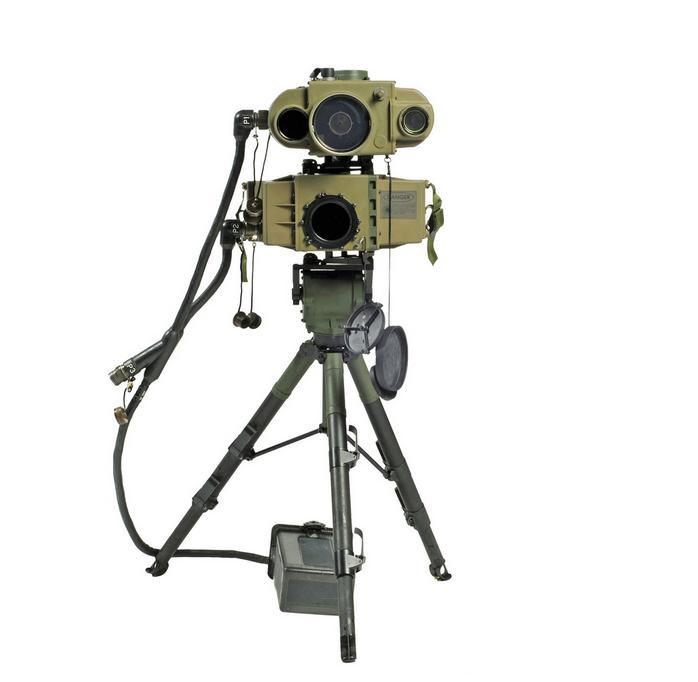
레이저 거리계

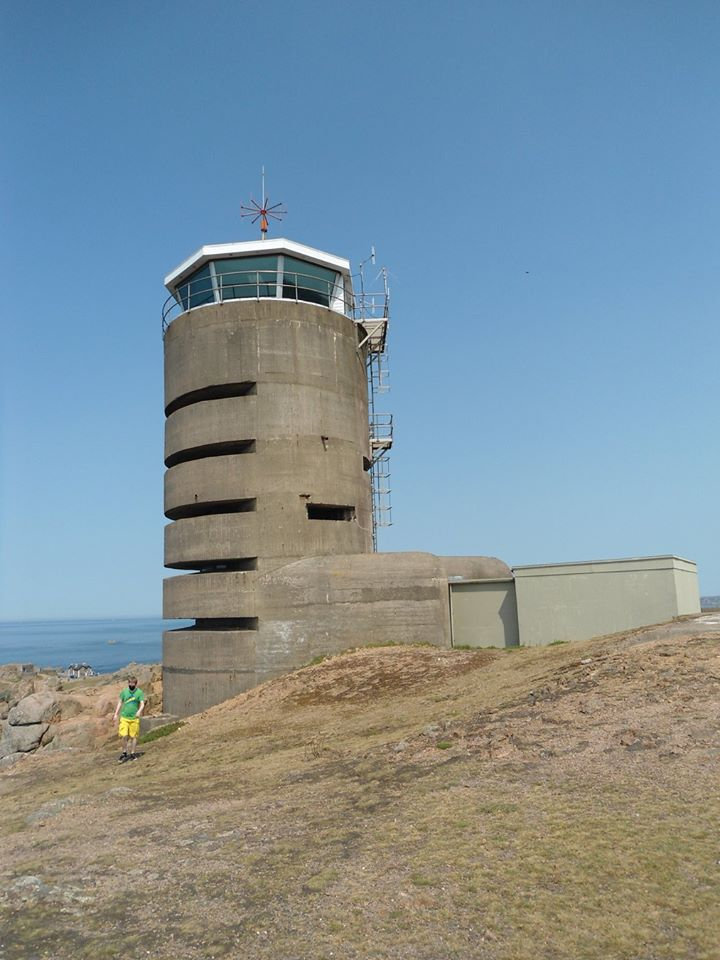
저지섬 라 코르비에르에 있는 제2차 세계 대전 독일 거리 측정탑

거리계 또는 측거의는 원거리 물체까지의 거리를 측정하는 데 사용되는 장치이다. 원래 측량에 사용되는 광학 장치였으나, 곧 사진술, 군사, 우주여행 등 다른 분야에서도 응용되었다. 특히 해군 함포 및 대공포와 같은 표적의 거리를 찾는 데 유용했다. 텔레미터(telemeter)라는 단어는 그리스어 τῆλε (têle, 멀리 떨어져)와 μέτρον (métron, 측정하는 데 사용되는 것)에서 유래했다.

## 디자인

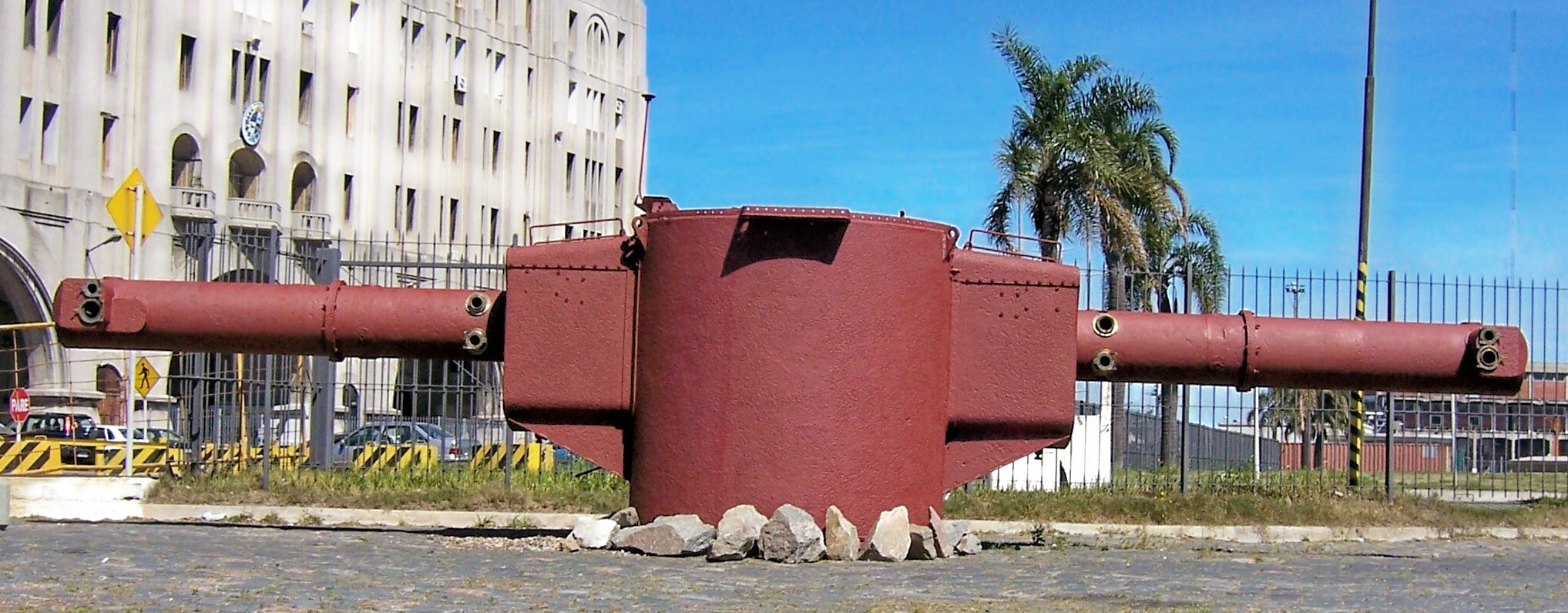
몬테비데오에 전시된 독일 장갑함 그라프슈페에서 회수한 거리계

최초의 거리계는 1769년 제임스 와트가 발명했으며, 1771년 운하 측량에 사용되었다. 와트는 자신의 기구를 마이크로미터라고 불렀는데, 이 용어는 현재 공학에서 다른 의미(마이크로미터 나사 게이지)로 사용된다. 이 기구는 망원경 접안렌즈의 초점면에 세로 십자선을 가로지르는 두 개의 평행한 십자선으로 구성되었다. 측정할 지점에서 측량 막대의 두 슬라이딩 표적을 망원경의 십자선과 일치하도록 조정했다. 그런 다음 삼각법을 사용하여 막대 위의 표적 간의 거리로부터 막대까지의 거리를 결정할 수 있었다.
다른 여러 사람이 거리계 발명가로 인정받기도 했다. 왕립예술학회는 와트의 우선권을 인지하고 있음에도 불구하고 1778년 W. 그린에게 발명상을 수여했다.
1778년 게오르크 프리드리히 브란더는 합치식 거리계를 발명했다. 이것은 서브텐스 바와 유사하지만 측정 지점에 위치하며 긴 슬림 상자에 수평으로 일정한 거리를 두고 설정된 두 개의 거울이 두 개의 이미지를 형성했다. 이 거리계는 목표물에 측정 막대가 필요하지 않으며 아마도 최초의 진정한 텔레미터로 간주될 수 있다. 1790년 제시 램스덴은 반사 거리계를 발명했다. 알렉산더 셀리그는 종종 발명가로 오해받지만, 그는 1821년에 고정 렌즈를 사용한 개량된 거리계를 발명했으며 이 용어를 만들어낸 책임이 있다.
1881년 영국 왕립 포병대는 H.S.S. 왓킨 대위가 해안포에 사용하기 위해 개발한 하강각 거리계를 채택했다. 이 장치는 높은 전망대에 위치한 관측자로부터 목표 선박의 수면까지의 하강각을 측정하여 사용했다.
1899년 칼자이스의 카를 풀프리히는 헥터 알렉산더 드 그루실리에의 특허를 기반으로 실용적인 입체 거리계를 제작했다.
제2차 세계 대전 시대의 거리계는 동일한 목표물에 초점을 맞추지만 기준선을 따라 일정 거리 떨어져 있는 두 개의 망원경을 사용하여 광학적으로 작동했다. 목표물까지의 거리는 두 망원경의 방위각 차이를 측정하고 날씬한 삼각형을 풀어 찾아낸다. 해법은 자동으로, 표를 사용하여 또는 드물게 수동 계산으로 얻을 수 있다. 목표물까지의 거리가 멀수록 정확한 측정을 위해 기준선이 길어야 한다. 현대의 거리계는 레이저 또는 레이더와 같은 전자 기술을 사용한다.

## 응용 분야
응용 분야에는 측량, 항법, 사진술에서 초점을 맞추는 것을 돕는 것, 거리에 따라 골프채를 선택하는 것, 그리고 투사 무기의 거리에 대한 조준을 교정하는 것이 포함된다.

### 골프
레이저 거리계는 골프에서 특정 샷의 야드수를 측정하는 데 사용될 뿐만 아니라 경사와 바람을 측정하는 데도 사용된다. 토너먼트에서 허용되어야 하는지에 대한 논쟁이 있었다. 프로 수준에서는 사용이 금지되어 있지만 아마추어 수준에서는 널리 사용되고 있다.

### 탄도학
거리계는 장거리 화기 사용자에게 표적까지의 거리를 측정하여 발사체 낙차를 보정하는 데 사용될 수 있다. 제2차 세계 대전 중 전자적인 거리 측정 수단이 개발되기 전까지 전함은 해군 포병의 사거리 측정을 위해 매우 큰 광학 거리계(수 미터의 기준선 포함)를 사용했다.

### 궁술
최근 수십 년 동안 레이저 거리계는 특히 활 사냥꾼들 사이에서 궁술에서 인기를 얻었다. 궁술용으로 판매되는 거리계는 각도 보정 기능을 갖추고 있으며, 내부 컴퓨터가 목표물까지의 수평 거리를 계산한다. 활 사냥꾼은 종종 트리 스탠드에서 또는 가파른 지형에서 사냥하며, 비교적 짧은 샷(40야드 미만)의 경우 궁수는 시선 거리 대신 수평 거리를 사용하여 조준해야 한다.

### 임업
거리계는 임업에서 측량에 사용된다. 잎 방지 필터가 있는 특수 장치가 사용된다.

### 가상 현실
1990년대부터 거리계는 가상 현실 시스템에서 작업자 움직임을 감지하고 물체를 찾는 데 사용되었다.

## 같이 보기
- GfK
- 크로노그래프
- 거리측정장치